# Sanjay Leela Bhansali
Sanjay Leela Bhansali (Bombai, 24 de febrer de 1963) és un director, guionista, productor i compositor de cinema indi, que és conegut pel seu treball al cinema hindi. Ha rebut diversos premis, inclosos quatre National Film Awards, deu Filmfare Awards i una nominació als BAFTA. El 2015, el govern de l'Índia el va homenatjar amb el Padma Shri, el quart premi més alt civil.
El debut com a director de Bhansali va ser el romanç musical Khamoshi (1996), que li va valer un premi Filmfare a la millor pel·lícula (crítica). Després va assolir un gran estrellat i protagonisme al cinema hindi amb el triangle amorós de gran èxit Hum Dil De Chuke Sanam (1999) i el romanç d'època Devdas (2002); aquesta última va ser nominada a la millor pel·lícula no en anglès al BAFTA. El drama Black (2005) es va convertir en una de les pel·lícules índies més aclamades i premiades per la crítica, guanyant-li diversos premis al millor director i premis a la millor pel·lícula, juntament amb els premis a la millor pel·lícula (crítics) als Filmfare Awards. També va guanyar diversos premis nacionals de cinema per Devdas i Black, després va tenir més èxit amb els seus projectes posteriors Saawariya (2007) i Guzaarish (2010).
Bhansali va conservar la seva visió de la direcció adaptant Romeu i Julieta de Shakespeare al cinema amb Goliyon Ki Raasleela Ram-Leela (2013), que va obrir crítiques positives i fortes col·leccions de taquilla. La seva producció casolana, la pel·lícula d'esports Mary Kom (2014), li va valer un tercer Premi Nacional de Cinema. Va construir el seu establiment i va millorar la seva visió dirigint els drames d'època a gran escala Bajirao Mastani (2015) i Padmaavat (2018), totes dues entre les pel·lícules índies més taquilleras de tots els temps.
Per a Bajirao Mastani, Bhansali va ser premiat amb el National Film Award a la millor direcció, així com els Filmfare Awards al millor director i a la millor pel·lícula; i per Padmaavat, va guanyar un premi nacional de cinema a la millor direcció musical i un premi Filmfare al millor director musical. El seu següent, el drama criminal Gangubai Kathiawadi (2022), a diferència de les seves altres pel·lícules que es van centrar en una dona de la màfia, es va estrenar després de grans retards des del 2020 a causa de la COVID-19, però encara li va integrar grans ingressos i es va convertir en un èxit comercial. Tant Mary Kom com Gangubai Kathiawadi es troben entre les pel·lícules índies centrades en dones i més taquilleres que mai. És un antic alumne de l'Institut de Cinema i Televisió de l'Índia, i produeix pel·lícules sota la seva bandera Bhansali Productions.

## Joventut
Sanjay Leela Bhansali va néixer el 24 de febrer de 1963 a Bhuleshwar, Bombai Sud en una família jainista de Gujarati. La seva mare, Leela, solia cosir roba per arribar a finals de mes. Parla gujarati a casa i li encanta el menjar, la música, la literatura i l'arquitectura gujarati.

## Carrera
Primers treballs (1989–2002)
Bhansali va començar la seva carrera com a assistent de Vidhu Vinod Chopra i va participar en la realització de Parinda, 1942: A Love Story i Kareeb. Tanmateix, van tenir una baralla quan Bhansali es va negar a dirigir 'Kareeb. El 1996, va fer el seu debut com a director amb Khamoshi: The Musical, la narració sense èxit comercial però aclamada per la crítica de la lluita d'una filla per comunicar-se amb els seus pares sordmuts. La pel·lícula va guanyar la millor pel·lícula (crítica) a Filmfare.
Va assolir protagonisme al cinema indi amb una història d'amor triangular, Hum Dil De Chuke Sanam (1999), protagonitzada per Aishwarya Rai, Salman Khan i Ajay Devgan, que va establir el seu segell individualista per a l'esplendor visual i creant aures de celebració i festivitat. La pel·lícula es va estrenar a la secció Panorama indi al Festival Internacional de Cinema de l'Índia de 1999. Va ser un èxit de crítica i comercial, i va guanyar nombrosos premis, inclosos 4 premis nacionals i 9 premis Filmfare.

## Devdas i influències en la carrera (2002–2012)
La seva següent pel·lícula Devdas (2002), protagonitzada per Shahrukh Khan, Aishwarya Rai i Madhuri Dixit, va ser l'oda de Bhansali a la novel·la del mateix nom, que es va convertir en la pel·lícula més taquillera de l'any. La pel·lícula també va obtenir un gran reconeixement de la crítica i va guanyar 10 premis a Filmfare, emergint com la pel·lícula més premiada a Filmfare, (empat amb Dilwale Dulhania Le Jayenge' (1995)). A la 50a edició dels National Film Awards, va guanyar 5 premis, inclòs la millor pel·lícula popular que ofereix entreteniment saludable. Va rebre una nominació a la millor pel·lícula estrangera als Premis de l'Acadèmia Britànica de Cinema i Televisió (BAFTA). Va ser la presentació de l'Índia per al premi de l'Acadèmia a la millor pel·lícula en llengua estrangera. La pel·lícula també es va projectar al Festival de Cannes de 2002. Va ocupar el vuitè lloc a "Les 10 millors pel·lícules del mil·lenni (fins aquí)" de la revista Time. La seva següent pel·lícula, Black, protagonitzada per Rani Mukerji i Rani Mukerji Amitabh Bachchan, va batre el seu propi rècord històric de Devdas en aconseguir 11 premis, el nombre més alt de premis que s'ha donat mai a una pel·lícula a Filmfare. Va ocupar el cinquè lloc a les "10 millors pel·lícules de l'any 2005" de Time (Europa) entre les pel·lícules d'arreu del món. A la 53a edició dels National Film Awards, va rebre el seu segon premi nacional a la millor pel·lícula en hindi. Hum Dil De Chuke Sanam, Devdas i Black li van valer diversos premis de millor director i millor pel·lícula a Filmfare, aquest últim també va rebre un premi addicional de la crítica a la millor pel·lícula. El 2006, Bhansali va participar com a jutge al programa de televisió de realitat "Jhalak Dikhhla Jaa" al costat de Farah Khan i Shilpa Shetty.
La següent pel·lícula de Bhansali, Saawariya (2007) va ser rebuda amb dures crítiques i col·leccions pobres a la taquilla. El 2008, Bhansali va posar en escena l'òpera Padmavati, una adaptació del ballet de 1923 escrit per Albert Roussel. L'espectacle es va estrenar a París al prestigiós "Théâtre du Châtelet" i després al "Festival dei Due Mondi", on va rebre "quinze minuts d'ovació de peu i set pujades de teló al final del primer espectacle". Bhansali va rebre, crítiques molt positives de la crítica internacional pel seu treball. El 2010, Bhansali va estrenar Guzaarish, protagonitzat per Hrithik Roshan i Aishwarya Rai, en el qual també va debutar en la direcció musical. La pel·lícula va rebre opinions contradictòries de la crítica, però no va tenir un bon rendiment a la taquilla. Guzaarish li va valer una nominació al millor director a Filmfare. El 2011, es va convertir en jutge del programa de talent musical indi "X Factor India Season 1". El mateix any, també va produir la comèdia musical My Friend Pinto, que va rebre crítiques negatives i es va tancar a la taquilla. El 2012, Bhansali va produir Rowdy Rathore, un remake de la pel·lícula telugu Vikramarkudu, protagonitzada per Akshay Kumar i Sonakshi Sinha i dirigida per Prabhu Deva. La pel·lícula va rebre crítiques diverses de la crítica i es va convertir en un gran èxit comercial, amb Box Office India etiquetant-la com un gran èxit. L'any següent, va produir Shirin Farhad Ki Toh Nikal Padi, que també va rebre crítiques diverses, però no va poder actuar bé a la taquilla.

## Èxit generalitzat (2013-present)
El 2013, Bhansali va dirigir Goliyon Ki Raasleela Ram-Leela, una adaptació de Romeu i Julieta de Shakespeare, protagonitzada per Deepika Padukone i Ranveer Singh. Alguns grups religiosos es van oposar a la pel·lícula afirmant que l'antic títol Ramleela era enganyós, perquè la pel·lícula no tenia res a veure amb Ramlila, la representació tradicional de la vida i la història de la deïtat hindú, Lord Rama. L'estrena de la pel·lícula havia estat suspesa pel Tribunal Superior de Delhi a causa de la controvèrsia sobre el seu títol, al·legant que la pel·lícula va ferir els sentiments religiosos dels hindús. Més tard, el títol de la pel·lícula es va canviar a Goliyon Ki Raasleela Ram-Leela, i finalment es va estrenar a l'Índia tal com estava previst. No obstant això, després d'una setmana d'estrena, el banc de Lucknow del Tribunal Superior d'Allahabad va prohibir l'estrena de la pel·lícula a Uttar Pradesh. Malgrat la controvèrsia i l'estrena limitada, la pel·lícula va ser aclamada per la crítica i amb una forta recaptació de taquilla a tot el món, i finalment va guanyar 2.020 milions de rupies (31 milions de dòlars EUA) i es va convertir en la cinquena pel·lícula més taquillera del 2013. La pel·lícula va obtenir diverses nominacions per a Bhansali, incloent-hi les nominacions a la millor pel·lícula i millor director a Filmfare. El mateix any, Bhansali va debutar a la televisió amb el programa "Saraswatichandra", protagonitzat per Gautam Rode i Jennifer Winget, que més tard ho va deixar després d'uns quants episodis.
L'any següent, va produir la pel·lícula biogràfica d'esports Mary Kom protagonitzada per Priyanka Chopra, que es va estrenar al Festival Internacional de Cinema de Toronto de 2014, convertint-se en la primera pel·lícula hindi que es projectava la nit d'obertura del festival. La pel·lícula es va convertir en un èxit de crítica i comercial i va rebre diversos reconeixements, inclosa una nominació al premi Filmfare a la millor pel·lícula. A la 62a edició dels National Film Awards, Bhansali va rebre un altre premi nacional a la millor pel·lícula popular que ofereix entreteniment saludable per a la pel·lícula. El 2015, va produir el drama d'acció Gabbar Is Back protagonitzat per Akshay Kumar, que també va sorgir com un èxit comercial i va rebre crítiques positives de la crítica.
El següent projecte de direcció de Bhansali va ser el seu projecte de somni, el drama romàntic d'època Bajirao Mastani (2015), basat en la història d'amor entre Peshwa Bajirao I i la seva segona dona Mastani. Ranveer Singh i Deepika Padukone van interpretar els papers principals, mentre que Priyanka Chopra va interpretar la primera esposa de Bajirao, Kashibai. La pel·lícula es va anunciar el 2003 i va estar constantment a les notícies pel que fa al repartiment, incloent actors com Salman Khan, Shah Rukh Khan, Aishwarya Rai Bachchan, Kareena Kapoor i Rani Mukerji. Els descendents de Bajirao I i Mastani van expressar la seva desaprovació d'aquesta pel·lícula, reclamant una llibertat creativa excessiva per part de Bhansali causant una representació equivocada dels seus avantpassats. Es va presentar una petició al Tribunal Superior de Bombai per demanar una suspensió de la pel·lícula, però el Tribunal Superior es va negar a interferir amb la seva estrena. Va rebre una gran aclamació de la crítica a tot el món i va ser inclosa entre les millors pel·lícules del 2015 per diverses fonts. Malgrat la controvèrsia, la pel·lícula va sorgir com una de les pel·lícules índies més taquilleras de tots els temps. La pel·lícula va rebre molts reconeixements en diverses cerimònies de premis a l'Índia. A la 63a edició dels National Film Awards, Bajirao Mastani va guanyar 7 premis i Bhansali va guanyar el National Award al Millor Director, a més de guanyar Millor pel·lícula i Millor Director a Filmfare. La pel·lícula es va presentar a la secció Panorama indi del 2016 del Festival Internacional de Cinema de l'Índia. Bajirao Mastani va ser seleccionat com a entrada oficial de l'Índia a la Millor pel·lícula en llengua estrangera als 74è Globus d'Or. L'any següent, va produir la pel·lícula marathi Laal Ishq.
Bhansali va dirigir la pel·lícula dramàtica d'època Padmaavat (2018), produïda conjuntament per ell i Viacom 18 Motion Pictures, i també escrita per ell. La pel·lícula és protagonitzada per Deepika Padukone en el paper principal com a Rani Padmini, al costat de Shahid Kapoor i Ranveer Singh en els papers principals de Rawal Ratan Singh i Alauddin Khalji respectivament. Durant el rodatge de la pel·lícula el gener de 2017 a Jaipur, els membres de "Shri Rajput Karni Sena" van protestar als platós de Jaigarh Fort, van atacar físicament Bhansali i els seus membres de la tripulació, al·legant que va tergiversar fets històrics i els va representar erròniament a la pel·lícula, i també va intentar vandalitzar els platós. El 6 de març de 2017, membres de Shri Rajput Karni Sena van vandalitzar de nou el fort de Chittor i van trencar els miralls instal·lats al palau de Rani Padmini. El 15 de març de 2017, un grup de vàndals no identificats va tornar a atacar i va incendiar els decorats d'aquesta pel·lícula a Kolhapur, fet que va provocar que el conjunt de producció, vestits i joies fossin cremats. La pel·lícula va guanyar 30 milions de dòlars en els primers quatre dies després de la seva estrena. Padmaavat va sorgir com la pel·lícula més taquillera de l'any i va rebre crítiques molt positives per part de la crítica, i va guanyar a Bhansali el National Film Award a la millor direcció musical. i el premi Filmfare al millor director musical, a més de les nominacions a la millor pel·lícula i millor director a Filmfare.
El 2021, Bhansali presenta Gangubai Kathiawadi, una pel·lícula criminal biogràfica basada en un capítol del llibre de Hussain Zaidi Mafia Queens of Mumbai. La pel·lícula sobre Gangubai Kothewali, protagonitzada per Alia Bhatt com a Gangubai, es va estrenar el 30 de juliol de 2021, però es va ajornar a causa de la pandèmia de la COVID-19.

## Filmografia
Films
| Denotes Upcoming films | Indica les properes pel·lícules |

| Any  | Títol                           | Director | Guionista | Productor | Editor | Compositor | Assistent director | Notes |
| ---- | ------------------------------- | -------- | --------- | --------- | ------ | ---------- | ------------------ | --- |
| 1989 | Parinda                         |          |           |           |        |            | Sí                 | |
| 1994 | 1942: A Love Story              |          | Sí        |           |        |            |                    | |
| 1996 | Khamoshi: The Musical           | Sí       | Sí        | Sí        |        |            |                    | Filmfare Award a la millor pel·lícula (crítics) |
| 1999 | Hum Dil De Chuke Sanam          | Sí       | Sí        | Sí        |        |            |                    | Premi Filmfare a la millor pel·lícula Premi Filmfare al millor director |
| 2002 | Devdas                          | Sí       |           | Sí        |        |            |                    | Premi Nacional de Cinema a la millor pel·lícula popular que ofereix entreteniment saludable Premi Filmfare a la millor pel·lícula Premi Filmfare al millor director                         |
| 2005 | Black                           | Sí       | Sí        | Sí        |        |            |                    | Premi Nacional de Cinema a la millor pel·lícula en hindi Premi Filmfare a la millor pel·lícula Premi Filmfare a la millor pel·lícula (crítica) Premi Filmfare al millor director            |
| 2007 | Saawariya                       | Sí       | Sí        |           | Sí     |            |                    | |
| 2010 | Guzaarish                       | Sí       | Sí        | Sí        |        | Sí         |                    | Nominada: premi Filmfare al millor director |
| 2011 | My Friend Pinto                 |          | Sí        |           |        |            |                    | |
| 2012 | Rowdy Rathore                   |          | Sí        |           |        |            |                    | |
| 2012 | Shirin Farhad Ki Toh Nikal Padi |          | Sí        | Sí        |        |            |                    | |
| 2013 | Goliyon Ki Raasleela Ram-Leela  | Sí       | Sí        | Sí        | Sí     | Sí         |                    | Nominada—Premi Filmfare a la millor pel·lícula Nominada—Premi Filmfare al millor director Nominada—Premi Filmfare al millor director musical                                                |
| 2014 | Mary Kom                        |          | Sí        |           |        |            |                    | National Film Award a la millor pel·lícula popular que ofereix un entreteniment saludable Nominada—Premi Filmfare a la millor pel·lícula                                                    |
| 2015 | Gabbar Is Back                  |          | Sí        |           |        |            |                    | |
| 2015 | Bajirao Mastani                 | Sí       | Sí        |           |        | Sí         |                    | Premi Nacional de Cinema a la Millor Direcció Premi Filmfare a la millor pel·lícula Premi Filmfare al millor director Nominada—Premi Filmfare al millor director musical                    |
| 2016 | Laal Ishq                       |          |           | Sí        |        |            |                    | |
| 2018 | Padmaavat                       | Sí       | Sí        | Sí        |        | Sí         |                    | Premi Nacional de Cinema a la millor direcció musical Premi Filmfare al millor director musical Nominada: premi Filmfare a la millor pel·lícula Nominada: premi Filmfare al millor director |
| 2019 | Malaal                          |          | Sí        |           |        | Sí         |                    | |
| 2022 | Gangubai Kathiawadi             | Sí       | Sí        | Sí        | Sí     | Sí         |                    | |

### Television
- Jhalak Dikhhla Jaa 1 (Judge) – 2006
- X Factor India (Judge) – 2011
- Saraswatichandra (Producer) – 2013 - 2014

### Stage
- Stage Opera Padmavati (Director) – 2008[37][38]

### Web series
- Heeramandi (Director) – upcoming[39]